# Деградаду

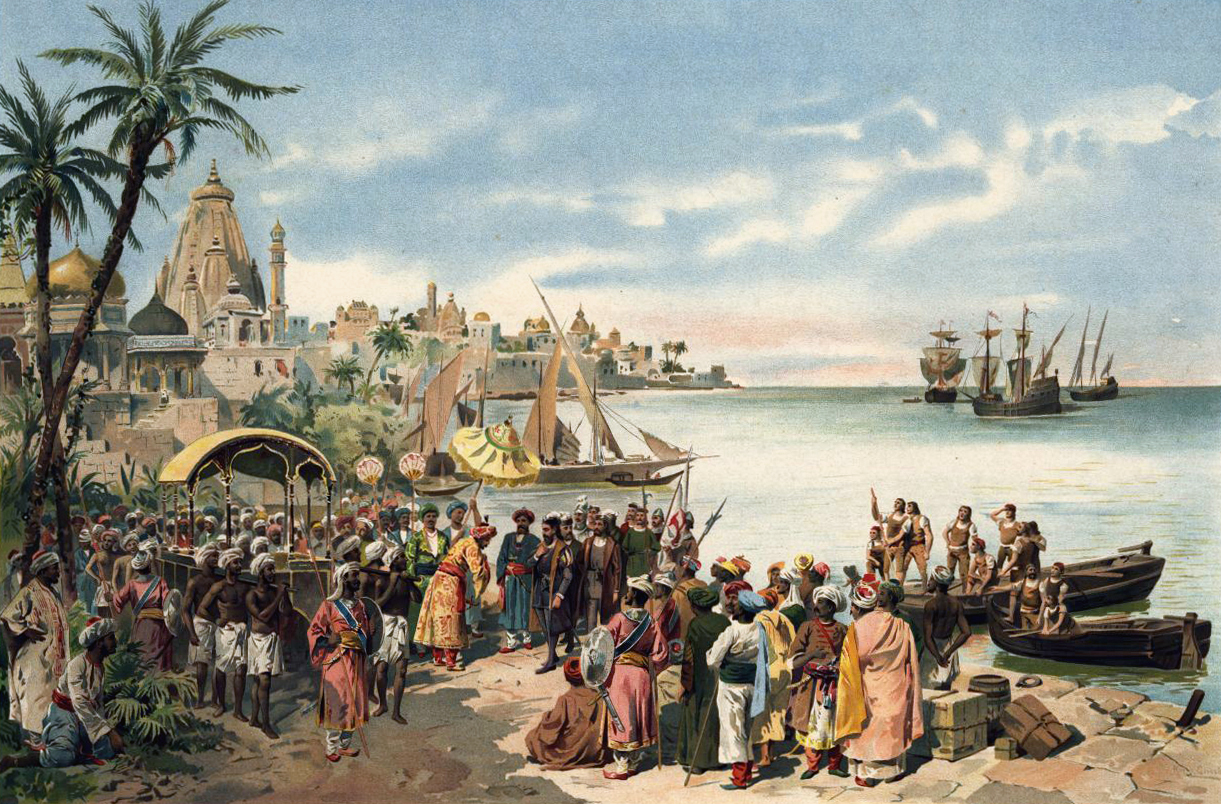
Висадка португальської експедиції в Кожикоде, Індія

Деградаду (порт. Degredado) — португальський термін для каторжних засланців у період між XV і XVIII століттями.
Термін degredado (етимолігічно, «декрет», від лат. decretum) — традиційний португальський юридичний термін, що використовується для позначення тих, хто підлягав юридичним обмеженням щодо їхнього пересування чи роботи, з яких вигнання — лише одна з форм покарань за правове порушення. З часом термін degredado став синонімом таких засуджених.

## Історія

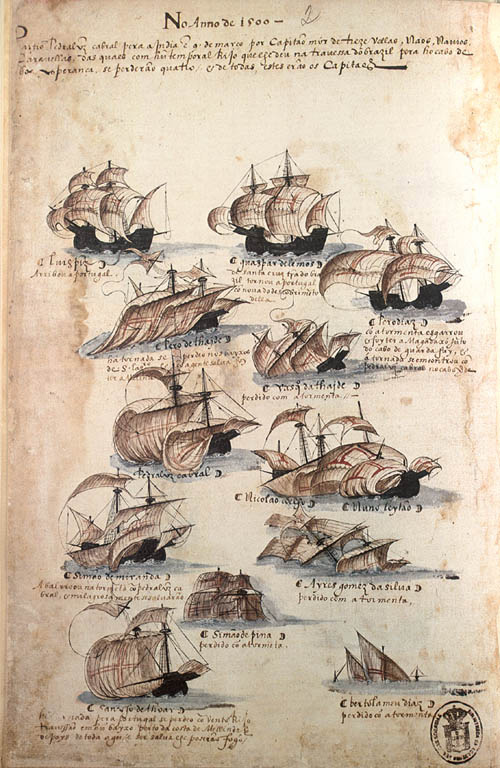
Кораблі Другої армади

Більшість дегредаду були звичайними злочинцями, хоча багато з них були політичними чи релігійними в'язнями (наприклад, «відступниками» з нових християн), засудженими до заслання з Королівства Португалія. Вирок не завжди був прямим — багатьом було призначено тривалі терміни ув'язнення (іноді смертні вироки), але вони користалися можливістю, щоб їхні покарання було замінено на коротший термін заслання за кордон на службу короні.
Дегредаду відігравали важливу роль в добу георгафічних відкриттів Португалії і це мало неабияке значення для створення португальських колоній за кордоном, особливо в Африці та Бразилії.
Більшість деґрададо засилалися до колоній або (особливо в перші роки) просто залишалися на незнайомому березі, де відбували своє покарання. Багатьом було дано конкретні вказівки від імені корони, і якщо вони добре їх виконували — отримували право на помилування. Це могла бути допомога в організації життя нової колонії, або служба в гарнізонах форту. Деградаду, покинуті на незнайомих берегах (відомі як порт. lançados, буквально «закинутий»), часто доручали розвідки та контакти з невідомими народами. Деякі деґредаду домоглися слави, як дослідники у внутрішніх районах колоній, зробивши своє ім'я майже таким же відомим для нащадків, як і великі капітани-відкривачі (наприклад, Антоніу Фернандіш).
Деякі з них утворили колонії «поза законом», подалі від офіційних представників. Інші побудували нове власне життя серед місцевих жителів та повністю відмовилися від минулого (наприклад, «Бакалавр Кананійський»).
У перші роки відкриттів Португалії та розбудови імперії у 15-16 століттях кораблі, що виїжджали, зазвичай мали невелику кількість деградаду, щоб допомогти у виконанні завдань, які вважалися занадто небезпечними або тяжкими для звичайних членів екіпажу; наприклад, досягнувши незнайомого берега, деградаду сходили на берег, щоб перевірити, чи були місцеві жителі ворожими.
У XVI—XVII століттях дегредаду сформували значну частину ранніх колоністів у Португальській імперії. Марокканські анклави, атлантичні острови, португальські Сан-Томе та Принсіпі та більш віддалені африканські колонії, такі як португальська Ангола, Бенгела та португальський Мозамбік тощо, були забудовані та значно (якщо не в основному) заселені дегредадами. Багато первісних бразильських колоній також були засновані за участі колоністів-деградаду, наприклад Вашку Фернандіш Коутінью мав близько 70 в'язнів для заснування Еспіріту Санто в 1536 році; Королівський губернатор Томе де Соуза, щоб заснувати Сальвадор, першу столицю Колоніальної Бразилії в 1549 році, мав їх 400—600.

## Відомі деградаду
- Жуан Нуніш — новий християнський деградаду, взятий Васко да Гамою під час першої експедиції до Індії. Завдяки своїм елементарним знанням івриту та арабської мови, Нуніш першим вирушив на берег у Кожикоде, Індія, і саме Нунеі (а не Гама) вимовив знамениту фразу «Ми прийшли шукати християн та спецій».[5]
- Луїш де Моура, деградаду, взятий Педру Алварішем Кабралом у другій армаді (1500). Викинутий в Східній Африці, Моура багато років буде ефективним португальським комісіонером і представником султана Малінді, важливого португальського союзника у Східній Африці.
- Антоніу Фернандіш — колишній тесля, який був засланий до Софали в 1500 або 1505 роках; Фернандіш продовжував проводити серію морських розвідувальних подорожей у 1512—1515 роках, за 300 миль вглиб земель Мономатапа та Матабелеленд.
- «Бакалавр Кананійський» (Bacherel de Cananéia), загадковий новохристиянський деградаду, відомий просто як «Бакалавр»[6] Закинутий на узбережжя Південної Бразилії 1502 року, він дістався до великого вождя індіанців гуарані біля Кананеї. У 1533 році «Бакалавр», як відомо, провів рейд, щоб звільнити та знищити португальську колонію Сан-Вісенті.
- Жуан Рамалью — або деградаду, або моряк, що зазнав кораблетрощі, та залишився на півдні Бразилії. 1511 року Рамалью став вождем племені Тупініхім плато Піратині. На відміну від Бакалавра, Рамалью допоміг португальцям утвердитися в Сан-Вісенте (1532), а пізніше в Сан-Паулу (близько 1550).